# クリアルジ・エンターテインメント
クリアルジ・エンターテインメント（KriArj Entertainment）は、インドの映画製作会社。プリルナ・アローラとアルジュン・N・カプールが設立した会社であり、社名は『バガヴァッド・ギーター』のクリシュナとアルジュナから採用されている。2016年に最初の作品『ルストムの裁判』を製作し、これ以降『Toilet: Ek Prem Katha』『パッドマン 5億人の女性を救った男』『Pari』を製作している。

## 作品
| 年   | 作品                             | 監督                       | 主要キャスト                                                                                         |
| ---- | -------------------------------- | -------------------------- | --- |
| 2016 | ルストムの裁判                   | ティヌ・スレーシュ・デサイ | アクシャイ・クマール、イリアナ・デクルーズ、アルジャン・バージワー、エシャ・グプタ                   |
| 2017 | Toilet: Ek Prem Katha            | シュリー・ナラヤン・シン   | アクシャイ・クマール、ブーミー・ペードネーカル、アヌパム・カー、ディヴイェンドゥ                     |
| 2018 | パッドマン 5億人の女性を救った男 | R・バールキ                | アクシャイ・クマール、ソーナム・カプール、ラーディカー・アープテー                                   |
| 2018 | Pari                             | プロシット・ロイ           | アヌシュカ・シャルマ、パランブラタ・チャテルジー、ラージャト・カプール、リタバリ・チャクラボルティー |

## トラブル
2018年12月、クリアルジ・エンターテインメント代表のプリルナ・アローラが逮捕された。報道によると、彼女は映画の製作費を着服してスニール・シェッティの不動産会社から8,000万ルピーのバンガローを購入し、さらに総額2億9,400万ルピーのブランド品などを購入したとされている。また、『Fanney Khan』の製作に際して、ヴァシュ・バグナーニのプージャ・エンターテインメントに「独占的配給権」を売却して1億ルピーを受け取っていたが、同作の製作会社T-Seriesはクリアルジ・エンターテインメントに配給権を売却する権限がなかったことを明言している。この他にジョン・エイブラハムのJAエンターテインメントなど複数の製作会社との間でトラブルを起こして訴訟問題に発展している。